# Enrique del Risco Arrocha
Enrique del Risco Arrocha, conocido como Enrisco (La Habana, 9 de noviembre de 1967), es un escritor y humorista cubano. Licenciado de Historia de Cuba por la Universidad de La Habana, en 1990, y doctorado en Literatura Latinoamericana en la Universidad de Nueva York (NYU) en 2005. Reside en West New York, Nueva Jersey, desde 1997. Ocupa un puesto de lecturer en la propia Universidad de Nueva York. Logró el XX Premio Unicaja de Novela Fernando Quiñones en 2018.

## Obra
Comenzó su obra hacia finales de la década del ochenta colaborando con textos humorísticos con diversas publicaciones y grupos teatrales de su país bajo el pseudónimo de Enrisco. Fundador de la revista humorística Aquelarre que fue clausurada tras la aparición del primer número. Marcha a España en 1995 y luego se radica en Estados Unidos en 1997. A partir de entonces firma sus textos como Enrique del Risco reservando el pseudónimo de Enrisco para los textos estrictamente humorísticos. Como Enrisco publicó una columna semanal en el diario digital Cubaencuentro por varios años, lleva un blog desde 2007 y ha publicado dos libros que recogen parte de estos textos.
Como Enrique del Risco destacan su libro Leve historia de Cuba, una recreación ficcional de la historia cubana escrita a cuatro manos con Francisco García González, su libro de cuentos ¿Qué pensarán de nosotros en Japón? (V Premio Iberoamericano Cortes de Cádiz, 2008) y sus memorias de inmigrante en España Siempre nos quedará Madrid. Su tesis de doctorado apareció publicada bajo el título Elogio de la levedad. Mitos nacionales cubanos y sus reescrituras literarias en el siglo XX (Madrid, 2008). También ha coeditado la antología Pequeñas resistencias 4: Antología del Nuevo Cuento Norteamericano y Caribeño (Madrid, 2005) de la editorial Páginas de Espuma y, en 2017, editó la antología El compañero que me atiende que reúne textos de 57 narradores cubanos sobre la presencia de la Seguridad del Estado en la vida cubana. También ha sido editor asociado del Anuario Histórico Cubano-Americano.
Con Turcos en la niebla, su primera novela, obtuvo el XX Premio Unicaja de novela Fernando Quiñones en 2018, publicado en 2019 por Alianza Editorial.

## Publicaciones

### Como Enrisco

#### Cuentos
- Obras encogidas (Editorial Abril. La Habana 1992).
- Pérdida y recuperación de la inocencia (Editorial Letras Cubanas. Colección Pinos Nuevos. La Habana, 1994).

#### Recopilaciones de artículos
- El comandante ya tiene quien le escriba (Ediciones Universal. Miami, 2003).
- Enrisco para presidente (Sudaquia Editores. Nueva York, 2014).

### Como Enrique del Risco

#### Cuentos
- Lágrimas de cocodrilo (Colección Calembé. Cádiz, 1998).
- Leve historia de Cuba [en colaboración con Francisco García González] (Pureplay Press, Los Angeles, 2007/ Editorial Hypermedia, Madrid, 2018).
- ¿Qué pensarán de nosotros en Japón? (Algaida Editores, Sevilla, 2008).
- ¿Qué pensarán de nosotros en Japón? (Redux) (Sudaquia Editores, Nueva York, 2018).

#### Ensayo
Elogio de la levedad. Mitos nacionales cubanos y sus reescrituras literarias en el siglo XX (Editorial Colibrí, Madrid, 2008).
"Los que van a escribir te saludan" (Editorial Casa Vacía, Richmond, VA, 2021).
"Historia y masoquismo" (Ediciones Furtivas, Miami, FL, 2023)

#### Memorias
Siempre nos quedará Madrid (Sudaquia Editores, Nueva York, 2012).
"Nuestra hambre en La Habana" (Editorial Plataforma, Barcelona, 2022).

#### Novela
Turcos en la niebla (Alianza Editores, Madrid, 2019).

#### Antologías
- Pequeñas resistencias 4: Antología del Nuevo Cuento Norteamericano y Caribeño [coeditor] (Páginas de Espuma, Madrid, 2005).
- El compañero que me atiende [editor] (Editorial Hypermedia, Madrid, 2017).